# Замороженные продукты

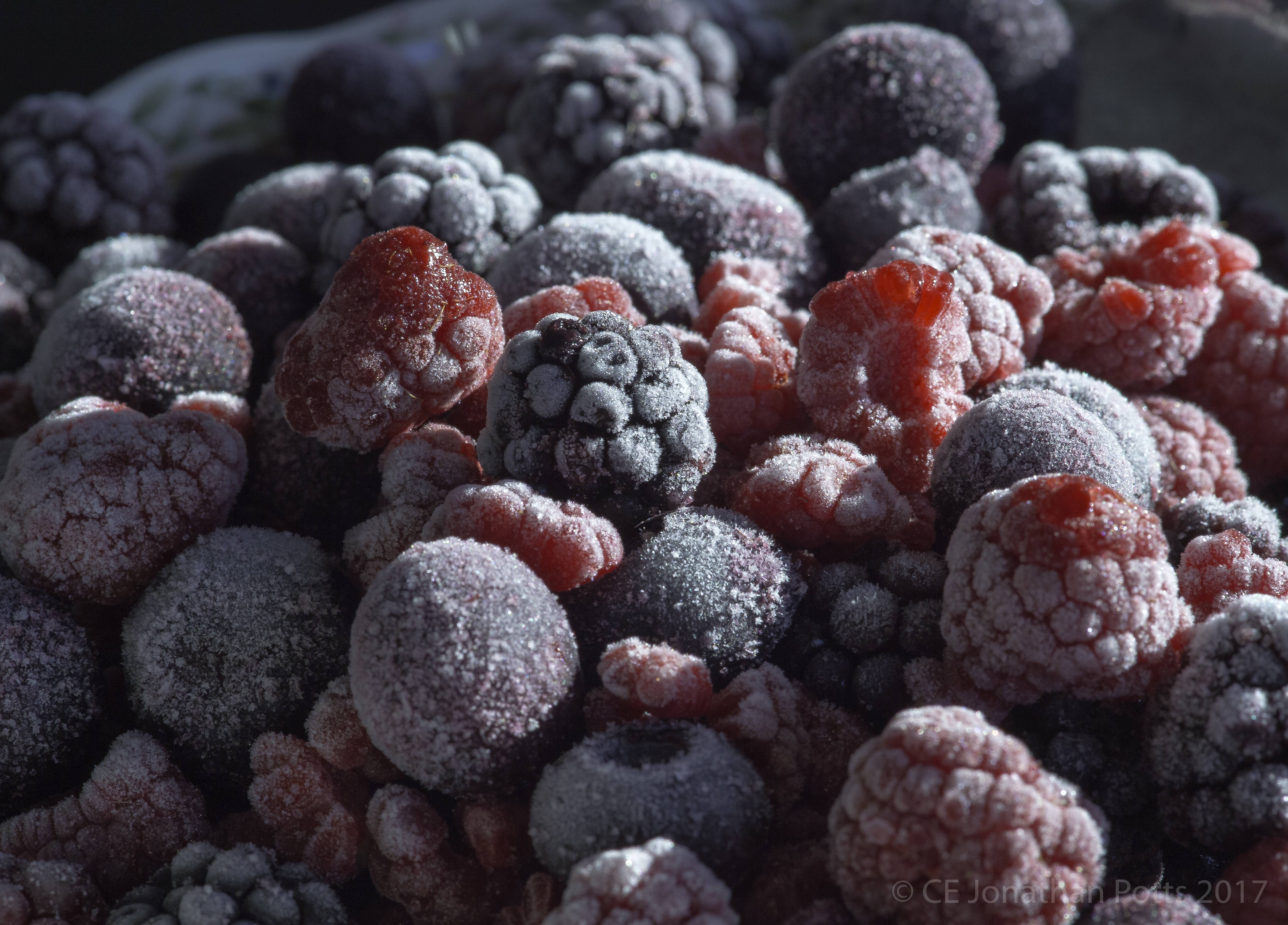
Замороженные ягоды

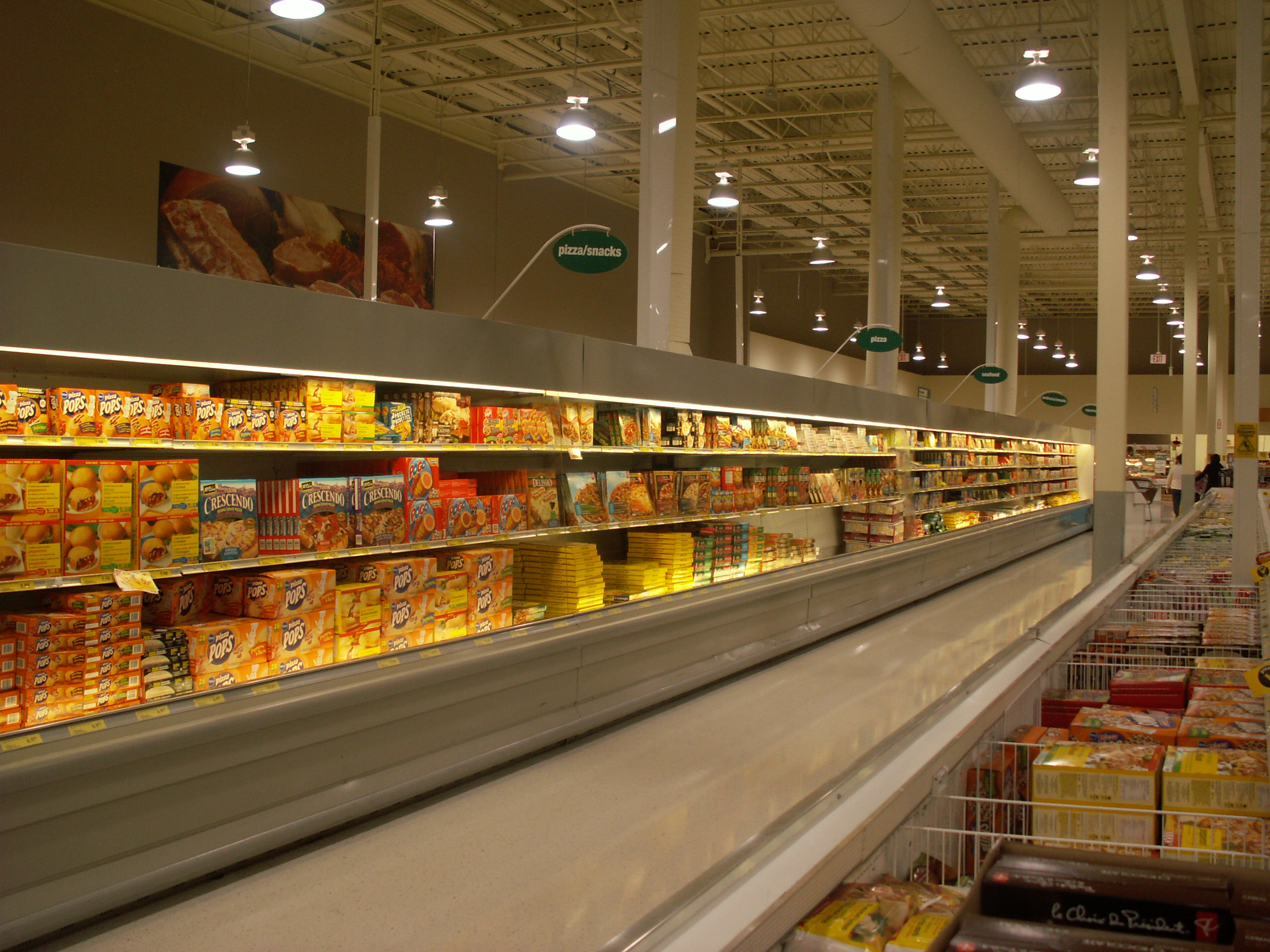
Отдел замороженных обработанных продуктов в канадском супермаркете

Замораживание продуктов сохраняется с момента приготовления до момента употребления в пищу. С давних времён фермеры, рыбаки и трапперы сохраняли зерно и продукты в неотапливаемых зданиях в зимний сезон. Замораживание продуктов замедляет гниение, превращая остаточную влагу в лёд и подавляя рост большинства видов бактерий. В пищевой товарной промышленности выделяют два процесса: механический и криогенный (или шоковая заморозка). Кинетика замораживания важна для сохранения качества и текстуры продуктов. Более быстрое замораживание приводит к образованию более мелких кристаллов льда и поддерживает клеточную структуру. Криогенная заморозка является самой быстрой технологией замораживания благодаря сверхнизкой температуре жидкого азота −196 °C (−320 °F).
В настоящее время консервация продуктов на домашних кухнях достигается с помощью бытовых морозильных камер. Общепринятый совет для домохозяек — замораживание продуктов в день покупки. По состоянию на 2012 год инициатива группы супермаркетов (англ. initiative by a supermarket group), поддержанная Программой действий по отходам и ресурсам Великобритании (англ. Waste & Resources Action Programme), способствует замораживанию продуктов питания «как можно скорее до срока годности продукта» (англ. «as soon as possible up to the product's 'use by' date»). Сообщалось, что Агентство по пищевым стандартам (англ. Food Standards Agency) поддержало это изменение при условии, что до этого времени пища хранилась правильно.

## Консерванты
Замороженные продукты не требуют добавления консервантов, поскольку микроорганизмы не размножаются при температуре продуктов ниже −9,5 °C (15 °F), что само по себе достаточно для предотвращения порчи продуктов. Долгосрочное хранение продуктов питания может потребовать хранения продуктов при более низких температурах. Обычно в замороженные продукты добавляются карбоксиметилцеллюлоза (КМЦ) и стабилизатор без вкуса и запаха, поскольку они не портят качество продукта.

## История
Естественное замораживание продуктов питания (с помощью зимних морозов) использовалось людьми в холодном климате на протяжении веков.
В 1861 году Томас Сатклифф Морт основал в Дарлинг-Харбор в Сиднее, Австралия, первый в мире морозильный завод, который позже стал компанией New South Wales Fresh Food and Ice Company. Морт финансировал эксперименты Эжена Доминика Николя, инженера французского происхождения, который прибыл в Сидней в 1853 году и зарегистрировал свой первый патент на производство льда в 1861 году. Первая пробная отправка замороженного мяса в Лондон состоялась в 1868 году. Хотя их оборудование никогда не использовалось в торговле замороженным мясом, Морт и Николь разработали коммерчески жизнеспособные системы для внутренней торговли. Финансовая отдача от этих инвестиций была минимальной для Морта. Регулярные поставки замороженного мяса из Австралии и Новой Зеландии в Европу начались в 1881 году, когда партия замороженных новозеландских овец была экспортирована в Лондон на борту «Данидина».
К 1885 году небольшое количество кур и гусей было отправлено из России в Лондон в изолированных футлярах с использованием этой технологии. К марту 1899 года агентство «British Refrigeration and Allied Interest» сообщило, что компания по импорту продуктов питания «Baerselman Bros» отгружала около 200000 замороженных гусей и цыплят в неделю с трёх русских складов в Нью-Стар Уорф, Лоуэр-Шедуэлл, Лондон, в течение трёх или четырёх зимних месяцев. Эта торговля замороженными продуктами стала возможной благодаря внедрению установок Linde для заморозки холодным воздухом на трёх российских складах и Лондонском складе. На складе Shadwell замороженные товары хранились до отправки на Лондонский, Бирмингемский, Ливерпульский и Манчестерский рынки. Позже эти технологии были распространены на мясоперерабатывающую промышленность.
В 1929 году Кларенс Бёрдсай представил американской публике «мгновенную заморозку». Впервые Бёрдсай заинтересовался замораживанием продуктов во время экспедиций на Лабрадор в 1912 и 1916 годах, где он увидел, как туземцы используют естественную заморозку для сохранения продуктов. В 1920-х годах в Канаде Бёрдсай стал свидетелем традиционных методов коренного народа инуитов, что вдохновило его на метод сохранения продуктов питания.
Исландская комиссия по рыболовству была создана в 1934 году для внедрения инноваций в отрасли и поощрения рыбаков к быстрой заморозке своего улова. Íshúsfélag Ísfirðinga, одна из первых компаний по производству замороженной рыбы, была расположена в Исафьордюре, Исландия, в результате слияния в 1937 году. Наиболее продвинутыми считаются продукты, замороженные для Элеоноры Рузвельт во время её поездки в Россию. Другие эксперименты с апельсиновым соком, мороженым и овощами были проведены военными ближе к концу Второй мировой войны.

## Технологии

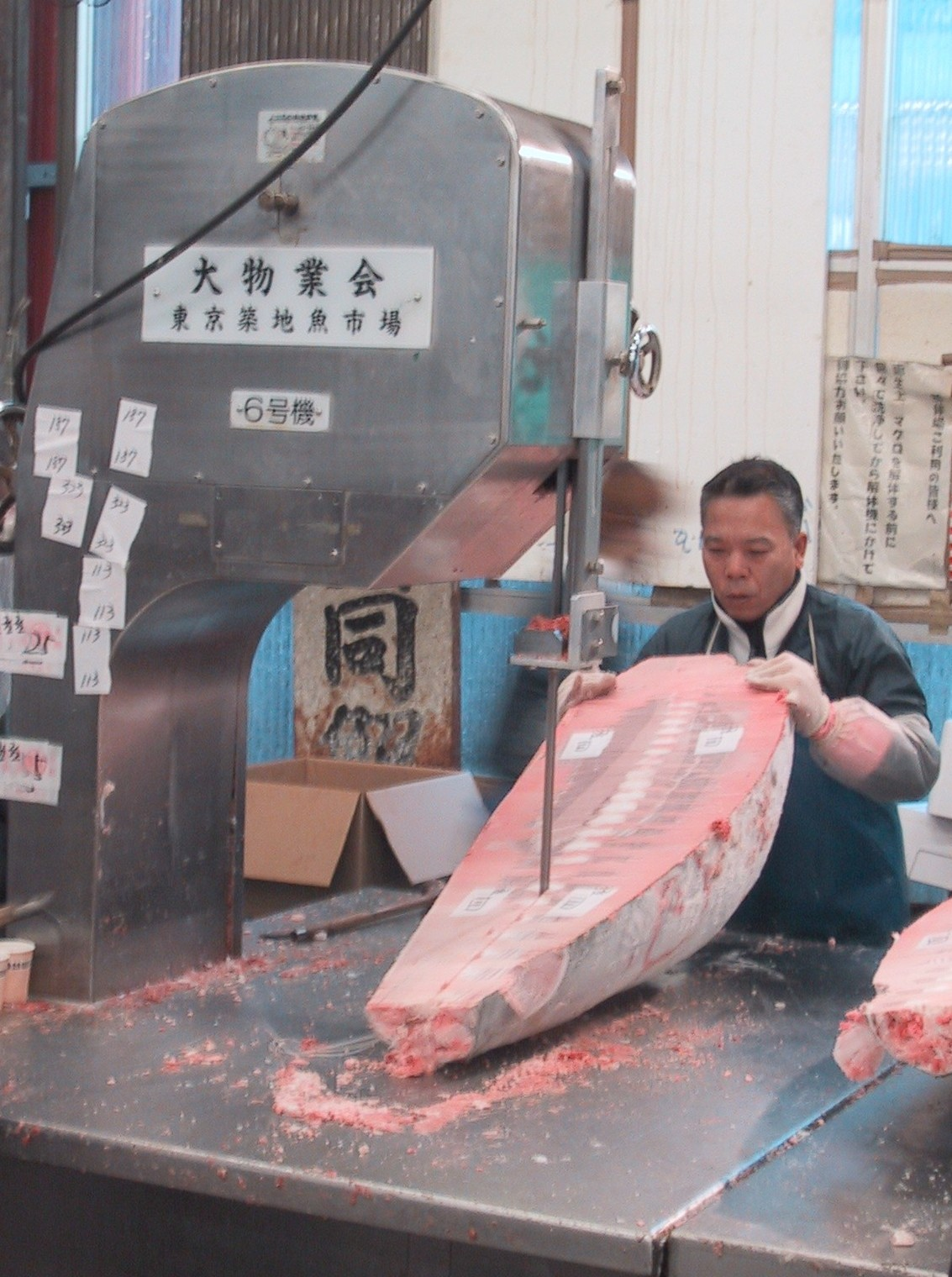
Разделка замороженного тунца ленточной пилой на рыбном рынке Цукидзи в Токио, Япония (2002 год)

Сама технология заморозки, как и рынок замороженных продуктов, развивается, чтобы стать быстрее, эффективнее и экономичнее. Как показала работа Бёрдсая, более быстрая заморозка означает меньшее количество кристаллов льда и лучшую сохранность продукта.
Оригинальный подход Бёрдсая к криогенной заморозке (англ. cryogenic freezing) с использованием погружения в жидкий азот применяется и в настоящее время, однако из-за его стоимости применение ограничено рыбным филе, морепродуктами, фруктами и ягодами. Также можно заморозить продукты путём погружения в более тёплый (при −70 °C (−94 °F)), но более дешёвый жидкий углекислый газ, который может быть получен путём механического замораживания.
Большинство замороженных продуктов вместо этого замораживаются с помощью механического процесса с использованием технологии парокомпрессионного охлаждения, аналогичной обычным морозильным камерам. Такой процесс дешевле в масштабе, но обычно медленнее. Также существует большинство первоначальных инвестиций в виде строительства. Тем не менее, для достижения более быстрой теплопередачи от пищи к хладагенту было разработано множество различных процессов:
- Аппаратная заморозка (англ. Air-blast freezing) — самый старый и дешёвый подход. Продукты питания помещаются в морозильные камеры. Холодный воздух, содержащийся в морозильных камерах, либо нагнетается («продувается») на пищу, либо остаётся неподвижным. Такая конфигурация позволяет обрабатывать большие куски пищи (обычно мяса или рыбы) легче по сравнению с другими методами, но она довольно медленная.
  - Ленточные морозильники (англ. Belt freezers) помещают конвейерную ленту внутрь холодильного помещения.
  - Туннельная заморозка (англ. Tunnel freezing) — вариант воздушной заморозки, при котором продукты помещаются на стеллажи тележек и отправляются в туннель, где постоянно циркулирует холодный воздух.
  - Замораживание в кипящем слое (англ. Fluidized bed freezing) — вариант воздушной заморозки, при котором гранулированная пища обдувается быстро движущимся холодным воздухом снизу, образуя кипящий слой. Небольшой размер пищи в сочетании с быстрым потоком воздуха обеспечивает хорошую теплопередачу и, следовательно, более быстрое замораживание.
- Контактная заморозка (англ. Contact freezing) использует физический контакт, отличный от воздуха, для передачи тепла. При прямой контактной заморозке (англ. direct contact freezing) продукт находится в непосредственном контакте с хладагентом, в то время как при непрямой контактной заморозке (англ. indirect contact freezing) используется промежуточная пластина.
  - Пластинчатая заморозка (англ. Plate freezing) — наиболее распространённая форма контактной заморозки. Пищу кладут между холодными металлическими пластинами, а затем слегка прижимают, чтобы сохранить контакт.
  - Контактная ленточная заморозка (англ. Contact belt freezing) сочетает в себе конвейерную ленту с пластинчатой заморозкой. Используется для фруктовых мякотей, яичных желтков, соусов и супов.
  - При иммерсионной заморозке (англ. immersion freezing) продукт погружается в холодную жидкость с хладагентом для замораживания, как правило, на конвейерной ленте. Продукт может либо находиться в непосредственном контакте с жидкостью, либо быть отделённым мембраной. Его можно использовать для замораживания внешней оболочки от крупных частиц для уменьшения потерь воды.

Индивидуальная быстрая заморозка (англ. Individual quick freezing) — описательный термин, который включает в себя все формы заморозки, а именно «индивидуальные» (не в целом блоке) и «быстрые» (занимающие максимум несколько минут). Это может соответствовать криогенной заморозке, заморозке в кипящем слое или любому другому методу, который соответствует определению.

## Упаковка
Упаковка для замороженных продуктов должна сохранять свою целостность на протяжении всего наполнения, запечатывания, замораживания, хранения, транспортировки, размораживания и частого приготовления. Поскольку многие замороженные продукты готовятся в микроволновой печи, производители разработали упаковку, которая может отправляться прямо из морозильной камеры в микроволновую печь.
В 1974 году был продан первый дифференциальный нагревательный контейнер DHC (Differential Heating Container). DHC — металлическая втулка, предназначенная для того, чтобы замороженные продукты получали нужное количество тепла. Вокруг гильзы располагались отверстия различного размера. Потребитель клал замороженный ужин в рукав в зависимости от того, что требовало наибольшего тепла. Это обеспечивало правильное приготовление пищи. В настоящее время существует множество вариантов упаковки замороженных продуктов: коробки, картонные коробки, пакеты, пакеты для варки, лотки и сковороды с крышкой, лотки из кристаллизованного ПЭТ, композитные и пластиковые банки.
Учёные продолжают исследовать новые аспекты упаковки замороженных продуктов. Активная упаковка имеет множество новых технологий, которые могут активно обнаруживать, а затем нейтрализовывать присутствие бактерий или других вредных веществ. Активная упаковка может продлить срок годности, сохранить безопасность продукта и помочь сохранить продукты в течение более длительного периода времени. Исследуются некоторые функции активной упаковки:
- Поглотители кислорода
- Индикаторы временной температуры и цифровые регистраторы данных температуры
- Противомикробные препараты
- Контроллеры углекислого газа
- Микроволновые рецепторы
- Контроль влажности: активность воды, скорость пропускания паров влаги и т. д.
- Усилители вкуса
- Генераторы запахов
- Кислородопроницаемые пленки
- Генераторы кислорода

## Влияние на питательные вещества
Сам процесс мгновенной заморозки в целом эффективно сохраняет содержание питательных веществ в продуктах питания с незначительными потерями витаминов, делая их экономически выгодной и питательной заменой свежих аналогов. Тем не менее, предварительно приправленные замороженные продукты, такие как упакованные блюда, могут содержать значительное количество соли и жиров. Поэтому рекомендуется прочитать этикетку пищевой ценности и список ингредиентов.

### Содержание витаминов в замороженных фруктах и овощах
- Витамин C: обычно теряется в более высокой концентрации, чем любой другой витамин[5]. Было проведено исследование на горохе для определения причины потери витамина С. Потеря витаминов в размере 10% произошла во время фазы бланширования, а остальная потеря произошла на этапах охлаждения и промывки. Потеря витаминов на самом деле не была связана с процессом замораживания. Ещё один эксперимент был проведён с использованием гороха и лимской фасоли. В эксперименте использовались как замороженные, так и консервированные овощи. Замороженные овощи хранились при температуре −23 °C (−10 °F), а консервированные овощи хранились при комнатной температуре 24 °C (75 °F). После 0, 3, 6 и 12 месяцев хранения овощи анализировали с варкой и без неё. Учёный О'Хара, проводивший эксперимент, сказал: «С точки зрения содержания витаминов в двух овощах, когда они были готовы к употреблению, не было никаких заметных преимуществ, приписываемых методу консервации, замораживанию, обработке в банке или обработке в стекле» (англ. «From the view point of the vitamin content of the two vegetables when they were ready for the plate of the consumer, there did not appear to be any marked advantages attributable to method of preservation, frozen storage, processed in a tin, or processed in glass»).
- Витамин B1 (тиамин): Потеря витамина на 25% является нормальным явлением. Тиамин легко растворяется в воде и разрушается при нагревании.
- Витамин B2 (рибофлавин): Не так много исследований было проведено, чтобы определить, как замораживание влияет на уровень рибофлавина. Проведённые исследования не дают однозначных результатов. Одно исследование показало потерю 18% витаминов в зелёных овощах, в то время как другое обнаружило потерю 4%. Принято считать, что потеря рибофлавина связана с подготовкой к замораживанию, нежели с самим процессом замораживания.
- Витамин A (каротин): При подготовке к замораживанию и замораживании большинства овощей каротин теряется незначительно. Большая часть потерь витаминов происходит в течение длительного периода хранения[12].

## Эффективность

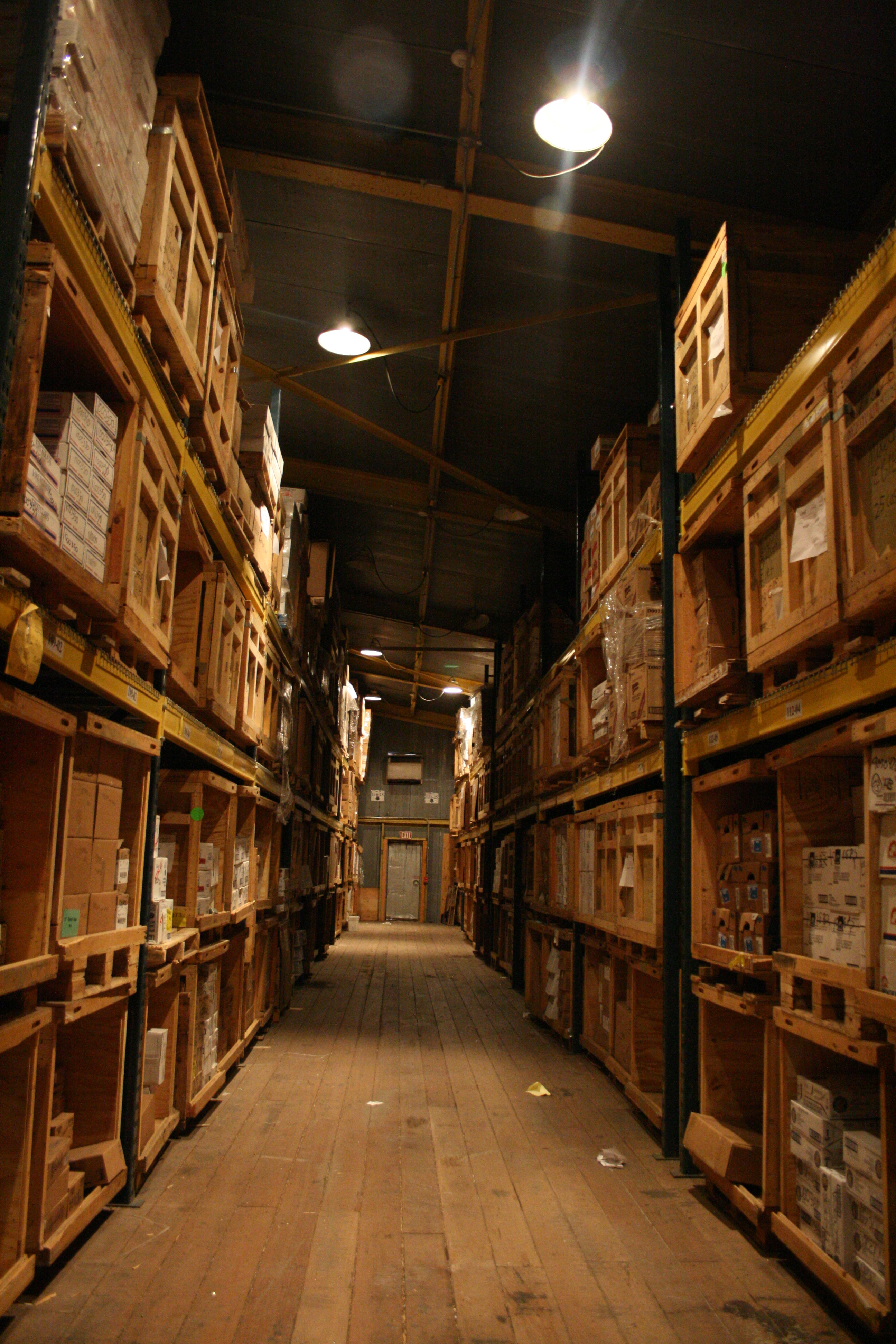
Склад замороженных продуктов на станции Мак-Мердо, Антарктида

Замораживание является эффективной формой консервации продуктов, потому что патогены, вызывающие порчу продуктов, либо погибают, либо не растут очень быстро при пониженных температурах. Этот процесс менее эффективен при консервировании пищевых продуктов, чем термические методы, такие как кипячение, потому что патогены с большей вероятностью смогут выжить не при высоких, а при низких температурах. Одна из проблем, связанных с использованием замораживания в качестве метода консервирования продуктов — опасность того, что патогены, дезактивированные (но не убитые) в процессе, снова станут активными при оттаивании замороженных продуктов.
Продукты могут сохраняться в течение нескольких месяцев при замораживании. Для длительного хранения в замороженной форме требуется постоянная температура −18 °C (0 °F) или ниже.

## Размораживание
Для употребления многие приготовленные продукты, которые ранее были заморожены, необходимо разморозить перед употреблением. Предпочтительно, чтобы некоторые замороженные мясные продукты были разморожены перед приготовлением, чтобы получить наилучший результат: равномерно прожаренные и с хорошей текстурой.
Система размораживания в морозильных камерах помогает оборудованию работать должным образом, не образуя толстых слоёв льда, тем самым предотвращая поглощение тепла змеевиком испарителя и охлаждение шкафа.
В идеале большинство замороженных продуктов следует размораживать в холодильнике, чтобы избежать значительного роста болезнетворных микроорганизмов. Но для этого может потребоваться значительное время.
Продукты питания часто размораживают одним из нескольких способов:
- при комнатной температуре; Это опасно, так как снаружи может разморозиться, в то время как внутренняя часть остаётся замороженной
- в холодильнике[14]
- в микроволновой печи
- путём заворачивания в пластик или помещения в холодную проточную воду

Люди иногда размораживают замороженные продукты при комнатной температуре за нехваткой времени или незнанием. Такие продукты следует сразу же употреблять после приготовления или выбрасывать и никогда не замораживать или охлаждать, поскольку патогены не погибают в процессе повторного замораживания.

## Качество
Скорость замораживания оказывает непосредственное влияние на размер и количество кристаллов льда, образующихся в клетках пищевого продукта и внеклеточном пространстве. Медленное замораживание приводит к меньшему количеству кристаллов льда, но более крупным, в то время как быстрое замораживание приводит к уменьшению, но большему количеству кристаллов льда. Эта разница в размере кристаллов льда может повлиять на степень остаточной ферментативной активности во время хранения в замороженном виде в процессе концентрации в замораживании, который происходит, когда ферменты и растворённые вещества, присущие жидкой среде, концентрируются между образованиями кристаллов льда. Повышенный уровень концентрации замерзания, опосредованный образованием крупных кристаллов льда, может способствовать ферментативному потемнению.
Крупные кристаллы льда также могут прокалывать стенки клеток пищевого продукта, что вызовет ухудшение текстуры продукта, а также потерю его естественных соков при размораживании. Именно поэтому наблюдается качественная разница между пищевыми продуктами, замороженными вентилируемой механической заморозкой, невентилируемой механической заморозкой или криогенной заморозкой жидким азотом.

## Потребление
Согласно исследованию 2007 года, американец потребляет замороженные продукты в среднем 71 раз в год, большинство из которых представляют собой предварительно приготовленные замороженные блюда.